# Feminicidios en Ciudad Juárez

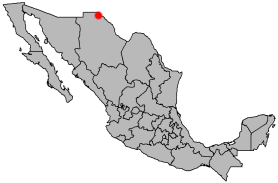
Ubicación de Ciudad Juárez en México, a pocos kilómetros de la frontera con Estados Unidos.

Los feminicidios en Ciudad Juárez, llamados inicialmente como las muertas de Juárez por la prensa, son dos expresiones que hacen referencia a la suma de homicidios y asesinatos de mujeres que son cometidos en la ciudad mexicana de Ciudad Juárez, en el estado de Chihuahua, al menos desde enero de 1991. Para 2012, el número estimado de mujeres, niñas y adolescentes asesinadas ascendía a más de 700.
Aunque la inseguridad y la violencia ha sido una constante en la ciudad desde finales de la década de 1980 e inicios de los años 1990, los feminicidios suelen tener una razón de género. Por lo general, las víctimas corresponden a menores, adolescentes y mujeres jóvenes (siendo 9 y 25 años de edad las edades más comunes de las víctimas), en su mayoría de clase baja, estudiantes, trabajadoras. Antes de ser asesinadas, las mujeres comúnmente suelen ser violadas y torturadas. Los feminicidios en Ciudad Juárez han recibido atención internacional debido a su grado máximo de violencia y la inacción de los tres niveles de gobierno para prevenir los asesinatos y llevar a los perpetradores ante la justicia. La Corte Interamericana de Derechos Humanos considera al Estado Mexicano como uno de los principales responsables de estos hechos.
Varios grupos de activistas y organizaciones no gubernamentales han brindado apoyo a madres y familiares de las víctimas de feminicidio, como Casa Amiga, Nuestras Hijas de Regreso a Casa, Justicia para Nuestras Hijas, Red Mesa de Mujeres de Ciudad Juárez, entre otras.

## Precedentes

### Tipificación de feminicidio
Posterior a estos hechos que duraron más de una década, en México se empezó a utilizar la palabra “feminicidio” para los homicidios realizados por razón de género. La socióloga y académica mexicana Julia Monárrez y la política y antropóloga Marcela Lagarde fueron las pioneras para que esta distinción fuera posible.

### Prevención
Las campañas de “prevención” de este estado están llenas de misoginia, ya que la forma de prevenir del estado es invitando a las mujeres a no salir de noche, no salir a fiestas, no ingerir bebidas alcohólicas, no caminar sola en la madrugada; no vestir "provocativamente", responsabilizando a las víctimas y no a los victimarios; además de tener un discurso machista, diciendo a los hombres que ellos deben de cuidar de sus mujeres.

## Contexto socioeconómico
| Población de Ciudad Juárez según INEGI. | Población de Ciudad Juárez según INEGI. | Población de Ciudad Juárez según INEGI. |
| Año                                     | Población                               | ±%                                      |
| --------------------------------------- | --------------------------------------- | --------------------------------------- |
| 1990                                    | 789 522                                 | —                                       |
| 1995                                    | 995 770                                 | +26.1%                                  |
| 2000                                    | 1 187 275                               | +19.2%                                  |
| 2005                                    | 1 301 452                               | +9.6%                                   |
| 2010                                    | 1 321 004                               | +1.5%                                   |
| 2014                                    | 1 398 400                               | +5.9%                                   |

Ciudad Juárez se encuentra en el estado de Chihuahua, en la frontera con Estados Unidos, estando separada de la ciudad El Paso, Texas, únicamente por el Río Bravo.
Tanto la actividad criminal como el crecimiento demográfico en el área metropolitana de Ciudad Juárez comenzaron a aumentar drásticamente a partir del auge de las maquiladoras y especialmente desde el establecimiento del Tratado de Libre Comercio de América del Norte en 1994, dos factores que atrajeron tanto el comercio internacional como a muchas mujeres jóvenes y sus familias en busca de mejores oportunidades laborales y económicamente más favorables.
Desde mediados de la década de 2000, las autoridades desviaron su atención hacia las investigaciones de las redes de narcotráfico, actualmente las mayores causantes de asesinatos en la ciudad, así como en el resto de México.

## Inicio de los feminicidios
La primera víctima contabilizada fue la niña Alma Chavira Farel, en enero de 1993. En mayo de 1993 fue raptada Gladys Janeth Fierro, de 12 años de edad, quien fue violada y asesinada por estrangulamiento. En septiembre de 1995, Silvia Rivera Morales, de 17 años, fue encontrada en Lote Bravo, al sur del aeropuerto, habiendo sido violada, estrangulada, y además torturada brutalmente. Este último modus operandi se repitió el mismo año en el mismo lugar, uno de los barrios favorecidos de Ciudad Juárez.
En 1996, seis cuerpos fueron encontrados en la zona desértica Lomas de Poleo, acuchilladas, mutiladas y violadas. Las niñas Rosa Isela Tena y Sonia Ivett Sánchez Ramírez, fueron violentadas y asesinadas brutalmente a escasos pasos de la entonces PGR Procuraduría General del Estado de Chihuahua actualmente Fiscalía Zona Norte, estando involucrados policías municipales, judiciales y un comandante. Sagrario González, de 17 años, obrera de una maquiladora, desapareció al salir del trabajo en abril de 1998. Días después fue encontrada muerta en un terreno baldío, habiendo sido violada, estrangulada y acuchillada. La espalda de algunas de estas víctimas tenían símbolos de triángulos realizados por armas cortopunzantes.

### Características de las víctimas
Por lo general, las víctimas corresponden a mujeres jóvenes, adolescentes y niñas de entre 7 y 25 años de edad, de escasos recursos, estudiantes, trabajadoras y en algunos casos han debido abandonar sus estudios secundarios para comenzar a trabajar a temprana edad.
Los lugares donde se han descubierto la mayoría de los cuerpos son: Lote Bravo, Granjas Santa Elena, colonia La Nueva Hermila, Eje Vial Juan Gabriel (Procuraduría General del estado hoy Fiscalía Zona Norte), faldas del Cerro del Cristo Negro y el Puente Libre que une a Juárez con El Paso, Texas.

## Estado de las investigaciones
En febrero de 1999, el presidente de México de ese entonces, Ernesto Zedillo, se reunió con el presidente estadounidense Bill Clinton en Mérida, estado de Yucatán, para pedir apoyo en las investigaciones de los asesinatos en Ciudad Juárez. Al mes siguiente, policías del FBI visitaron la ciudad para averiguar sobre los crímenes, habiendo estudiado previamente 24 expedientes de víctimas facilitados para su investigación.
Algunas de las instituciones que, de alguna manera, han participado en la búsqueda de los delincuentes, son la Procuraduría General de la República (PGR), el FBI, la Comisión Nacional de Derechos Humanos (CNDH), la Coordinadora de Organismos no Gubernamentales en pro de la mujer, el Grupo 8 de marzo, Mujeres por Juárez, Voces sin Eco y los Zorros del desierto.

### Estadísticas
En 2009 se contabilizaron 2632 asesinatos en la ciudad, correspondientes a más de un tercio del total de hechos ocurridos en todo México, donde se totalizaron 7700 asesinatos. En 2010 la cifra ascendió a más de 3100 asesinatos, y el primer mes y medio de 2011 alcanzó las 300 muertes. Sin embargo, existe una gran controversia sobre las cifras reales, incluso se discute el propio concepto de feminicidio, pues algunos autores manifiestan que dicho concepto sería mucho más amplio que el de homicidio o asesinato y comprendería además la dejación de perseguir la violencia contra las mujeres por parte de las autoridades.
El 77 % de los crímenes quedan impunes, y gran parte de los cuerpos no son jamás identificados. Si bien el número de muertes de hombres es mucho mayor que el de mujeres, los homicidios femeninos en Ciudad Juárez son considerablemente mayores que en el resto de las grandes urbes de México y Estados Unidos.
| Año  | N.º feminicidios | Refs.         | N.º asesinatos   | Refs.                |
| ---- | ---------------- | ------------- | ---------------- | -------------------- |
| 2007 | ?                |               | ~300             | [ 21 ]               |
| 2008 | 89               | [ 21 ]        | 1600, 1607       | [ 11 ] [ 21 ]        |
| 2009 | 130, 163         | [ 11 ] [ 21 ] | 2632, 2643, 2650 | [ 11 ] [ 17 ] [ 21 ] |
| 2010 | 303              | [ 21 ]        | 3100, 3117       | [ 18 ] [ 21 ]        |
| 2011 | 188              | [ 21 ]        | 1910             | [ 21 ]               |

De acuerdo con Molly Molloy, investigadora y profesora de la Universidad Estatal de Nuevo México, los porcentajes de feminicidios nunca han superado en Ciudad Juárez el 18% del total de víctimas, y en los años 2000 y 2010 el promedio ha sido menor al 10%, lo que es menor en comparación con los Estados Unidos, donde anualmente, en promedio, entre el 20 y el 25% de las víctimas de homicidio son mujeres(niñas y adolescentes). En esta línea, los académicos Pedro H. Alburquerque y Prasad Vemala han sostenido que la proporción de homicidios de mujeres, niñas y adolescentes en Ciudad Juárez es similar a la de otras ciudades mexicanas no cercanas a la frontera con Estados Unidos.

## Factores contribuidores
Existen diversos factores que han contribuido al desarrollo de los feminicidios en Ciudad Juárez y sus cercanías.

### Las maquiladoras

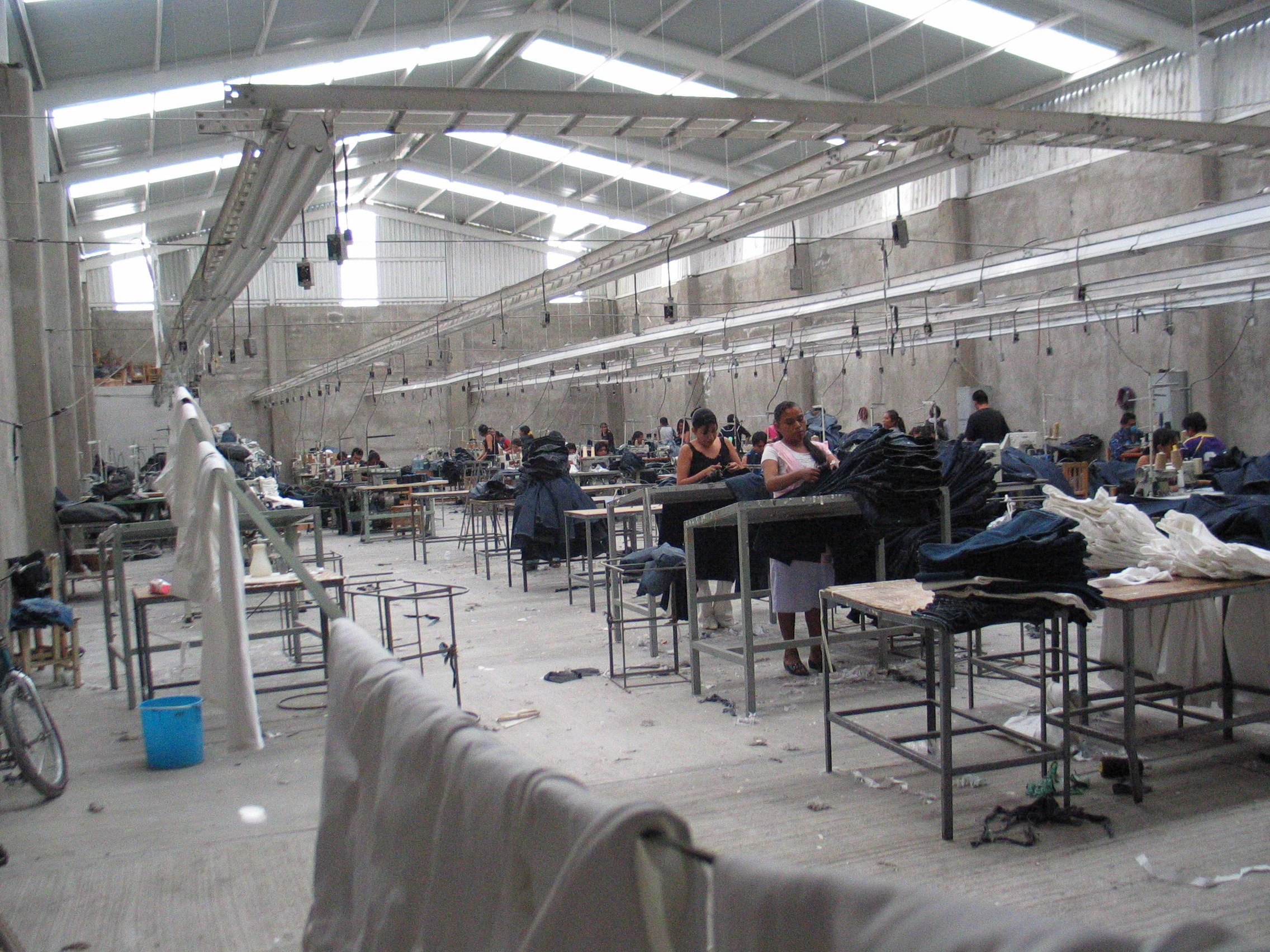
Una maquiladora en México.

A partir de la década de los 60 Ciudad Juárez comenzó su crecimiento industrial gracias a la industria maquiladora, con mano de obra femenina mayormente. Las maquiladoras se caracterizan por su mano de obra barata y sus condiciones de explotación laboral, que conllevan regularmente a violaciones en los derechos humanos, especialmente en el caso de las mujeres. Las mujeres suelen emigrar desde pueblos y zonas rurales de México a las ciudades industrializadas, donde es viable encontrar trabajo en las maquiladoras. De acuerdo a la escritora y empresaria Jessica Livingston, esta migración ha creado «un nuevo fenómeno de mujeres trabajadoras móviles, independientes y vulnerables» en ciudades como Ciudad Juárez. Por lo demás, las mujeres son usualmente orientadas para trabajar en áreas de las industrias que requieren de un menor nivel educativo, y donde se pagan salarios más bajos. Las maquiladoras, por su parte, justifican estos salarios bajos diciendo que los trabajos femeninos son temporales, lo que provoca una alta rotación de trabajadores. Según la socióloga e investigadora Monárrez Fragoso, «las prácticas de la industria maquiladora revelan un ciclo de consumo-deshecho hacia los trabajadores», creando una concepción de mujeres «desechables» en el trabajo, de naturaleza devaluada y prescindible.
Algunas de las víctimas de asesinato en Ciudad Juárez han sido empleadas de maquiladoras.(sin dejar de lado que en su mayoría han sido niñas y adolescentes las víctimas de estos atroces crímenes) A pesar de la expansión de la industria maquiladora, la ciudad ha mantenido una infraestructura relativamente pobre y subdesarrollada, con diversos sectores carentes de electricidad y caminos pavimentados. Como parte de su trayecto diario desde sus hogares hacia el trabajo, muchas trabajadoras de las maquiladoras deben caminar por estas zonas inseguras y mal iluminadas para tomar los autobuses que las llevan hacia las empresas, siendo este un factor de vulnerabilidad como posibles víctimas. Adicionalmente, la creciente participación de las mujeres en la fuerza laboral también puede constituir un factor que contribuye en sí mismo a la victimización de la mujer, debido a la competencia por los recursos económicos en las últimas décadas, donde en México ha habido altas tasas de desempleo masculino.

### TLCAN (hoy T-MEC)

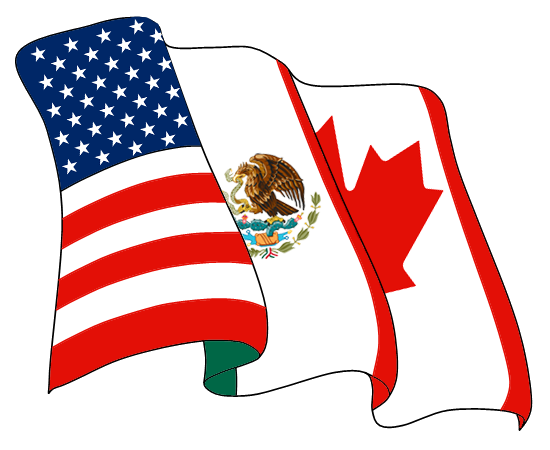
El Tratado de Libre Comercio de América del Norte (TLCAN) ha sido considerada una de las causas de la explosión de feminicidios en Ciudad Juárez desde mediados de la década de 1990.

La implementación del Tratado de Libre Comercio de América del Norte (TLCAN) en 1994 entre México, Estados Unidos y Canadá produjo una expansión de la industria maquiladora y creó nuevas oportunidades laborales para las mujeres dentro de las fábricas y fuera de sus casas. La disponibilidad de mano de obra barata atrajo a empresarios extranjeros para abrir fábricas en México, mientras que la disponibilidad de empleo atrajo a muchas personas, especialmente mujeres, a ciudades fronterizas como la de Ciudad Juárez. Las investigaciones han demostrado una correlación entre los problemas económicos y políticos y la violencia contra las mujeres a lo largo de la frontera. Concretamente, las investigaciones de Pantaleo han demostrado que «el TLCAN, como un enfoque capitalista, ha creado directamente una devaluación de la mujer y un aumento de la violencia ejercida». Además, de acuerdo con Wright, en el período de tiempo comprendido desde la aplicación del TLCAN en 1994 y el año 2001, «la tasa de homicidios para los hombres aumentó en un 300 %, mientras que para las mujeres aumentó en un 600 %».
Debido a la importancia que ha tenido el TLCAN como uno de los posibles factores que ha permitido el aumento sostenido de asesinatos de mujeres en la ciudad, se ha sugerido en varias ocasiones la modificación del TLCAN, incluyéndose en este disposiciones acerca de la defensa de los derechos humanos.

### El machismo
Los roles de género tradicionales son un factor sociocultural que ha impactado fuertemente en México en desmedro de la mujer. Según Pantaleo, «desde el punto de vista del patriarcado, hay dos expresiones en México comúnmente usadas para mostrar la diferencia en la situación de hombres y mujeres: el machismo y el marianismo». La primera se caracteriza por la agresión y fuerza masculina, en tanto que la segunda por la subordinación y roles de género doméstico. Como parte de la ideología del marianismo, se espera que la mujer cumpla con el rol doméstico de mujeres y esposas, absteniéndose de realizar trabajos remunerados fuera del hogar. En México se suele considerar que las mujeres que dejan sus hogares para buscar trabajo en la industria de las maquiladoras comparten directamente como condición femenina el ideal de marianista. Esto desafía la hipermasculinidad, en la que los aspectos agresivos de la identidad masculina son exagerados con el fin de preservar su identidad. Según Livingston, la violencia de género en Ciudad Juárez puede ser una reacción negativa en contra de la mujer que «obtiene una mayor autonomía personal e independencia, mientras que los hombres pierden su condición de género dominante».

### Crimen organizado y tráfico de drogas
Para examinar los feminicidios en Ciudad Juárez, es importante considerar el impacto del tráfico de drogas. Juárez es la sede del cártel de drogas mexicano que ha resultado en altos niveles de violencia que han sido dirigidas a la población mexicana.
Juárez es el cartel de drogas mexicano que ha producido los mayores índices de violencia directa hacia la población mexicana. Se cree que los feminicidios en Ciudad Juárez pueden estar relacionados con los poderosos cárteles del narcotráfico a lo largo de la frontera. Además, las pandillas se han convertido en una amenaza permanente, sobre todo a las mujeres en la frontera. La actividad de las pandillas crea un alto riesgo para las mujeres, especialmente debido a la bajísima protección institucional existente. A menudo, la misoginia es un rasgo frecuente de la actividad de las pandillas. De acuerdo con un estudio realizado en 2008 utilizando la Base de Datos Feminicidio 1993-2007 en El Colegio de la Frontera Norte, la cual documenta los hechos de feminicidio ocurridos entre 1993 y 2007, el 9,1 % de los asesinatos de mujeres fueron atribuidos al crimen organizado y actividades de narcotráfico.

## Responsabilidad policial y gubernamental
Los asesinatos de mujeres en Ciudad Juárez han atraído la atención mundial desde la década de 1990, siendo cuestionada la inacción de la policía y el Gobierno para prevenir los asesinatos y llevar a los perpetradores ante la justicia. Ha habido varias sentencias internacionales en contra de México por su inadecuada respuesta a la creciente violencia contra las mujeres. Entre el 27 y el 30 de abril de 2009, por ejemplo, se celebró un juicio en la Corte Interamericana de Derechos Humanos sentándose en el banquillo de los acusados a los Estados Unidos Mexicanos. La sentencia responsabiliza al Estado mexicano de la muerte de 8 mujeres por la falta de una investigación adecuada. Tanto la policía como funcionarios del gobierno han sido acusados de responder con indiferencia a los feminicidios, así como exhibir altos grados de tolerancia ante los crímenes, realizar investigaciones inadecuadas y negligentes, proporcionar respuestas ineficaces, y no prevenir ni proteger a las mujeres de la violencia.
Como resultado de la atención internacional que han despertado las muertes, funcionarios de la policía y el gobierno han sido políticamente presionados para responder a los asesinatos de las mujeres. Consecuentemente, la policía ha sido acusada de apresurarse a realizar arrestos y resolver los casos, a pesar de lo cual los crímenes se siguen cometiendo. Adicionalmente, de los cientos de casos, hasta el año 2006 solo se habían realizado tres condenas, habiendo escepticismo acerca de su integridad. La metodología y la integridad de las investigaciones policiales ha sido cuestionada debido a las denuncias de tortura y violaciones a los derechos humanos realizadas a los presuntos sospechosos.

### Condenas
Según el estudio de Pantaleo, en 2006, «mientras que han sido secuestradas y asesinadas alrededor de 400 niñas y mujeres, son pocos los arrestos y condenas que han sido aplicados». Además, existe una gran controversia con respecto a las pocas condenas que se han llevado a cabo. La policía ha sido acusada de realizar investigaciones precipitadas de metodologías e integridad cuestionables. Los sospechosos que han sido detenidos, por su parte, han afirmado que fueron torturados para que confesaran, lo que ha provocado incertidumbre acerca de la legitimidad de las investigaciones y las condenas.
En 1996, un ciudadano egipcio, Omar Sharif Latif, fue declarado culpable de tres asesinatos y condenado a una pena de prisión de treinta años. Después de su arresto en 1995, los asesinatos continuaron y las autoridades afirmaron que Sharif dirigía a los miembros de la banda «Los Rebeldes» para continuar con los asesinatos mientras este estaba encarcelado. Como resultado de esta conexión, los miembros de la banda fueron también acusados y condenados. Los pandilleros acusados de llevar a cabo asesinatos bajo las órdenes de Sharif afirmaron haber sido torturados mientras estaban bajo custodia policial. Según Monárrez Fragoso, «en el año 2000, se supo que el cuerpo de Elizabeth Castro García, cuyo asesinato fue atribuido a Omar Sharif Latif, no pertenecía a ella». La condena de Sharif, al menos hasta 2006, se encontraba en estado de apelación.
En 2001, los choferes de autobuses Víctor García Uribe alias "El Cerillo" y Gustavo González Meza alias "La Foca" fueron detenidos por ocho asesinatos. El segundo de ellos murió sospechosamente mientras estaba bajo custodia policial en la penitenciaria de Ciudad Juárez, mientras que el primero, en 2004, fue declarado culpable de ocho asesinatos que tuvieron lugar en 2001. García confesó los asesinatos, pero afirmó que había sido torturado por la policía para que confesara, sin embargo el día 15 de julio del año dos mil cinco, mediante resolución de la Cuarta Sala del Supremo Tribunal de Justicia del Estado de Chihuahua fueron ambos declarados inocentes de las muertes que se les imputaban, Así mismo, el día 25 de enero del año 2006 es asesinado el abogado de Víctor García Uribe.

### Justicia internacional
Ha habido varias sentencias internacionales en contra de México por su inadecuada respuesta a la creciente violencia contra las mujeres. De acuerdo con Livingston, «en 1998, la Comisión Nacional de los Derechos Humanos emitió un informe que responsabilizaba (a México) por graves irregularidades y negligencias en general en las investigaciones estatales, incluyendo la identificación errónea de cadáveres, la imposibilidad de obtener pruebas periciales de la evidencia forense, fallas en la realización de autopsias u obtención de análisis de semen», además de «fallas en los archivos de reportes escritos, e incompetencia para llevar registros de la creciente ola de asesinatos de mujeres».
En 2004, en virtud del Protocolo Facultativo de la Convención sobre la eliminación de todas las formas de discriminación contra la mujer (CEDAW) y a instancias de varias organizaciones no gubernamentales, se realizó una investigación sobre las denuncias de cientos de asesinatos de mujeres y niñas que habían tenido lugar en la zona de Ciudad Juárez desde 1993. Para que la investigación tuviera lugar era necesario que existieran pruebas fiables de que México violaba los derechos establecidos por la CEDAW. El Comité analizó los crímenes de género ocurridos en Ciudad Juárez y encontró que las dos formas más comunes eran los asesinatos y las desapariciones. También analizó la respuesta del Gobierno y encontró que su respuesta inicial fue de indiferencia y que el Gobierno mexicano toleró estos delitos durante años. Además concluyó que las medidas adoptadas por el Estado mexicano en respuesta a las violaciones de género contra la mujer eran, al menos hasta entonces, «pocas e ineficientes a todos los niveles del Estado». Finalmente, el Comité formuló varias recomendaciones para que México pudiese cumplir. Aunque estas recomendaciones no son jurídicamente vinculantes, fueron influentes en la esfera pública.
Según Amnistía Internacional, «En 2009, la Corte Interamericana de Derechos Humanos resolvió sobre el caso "campo algodonero" que México era culpable de discriminación y de no proteger a tres jóvenes asesinadas en 2001 en Ciudad Juárez o garantizar una investigación efectiva sobre su secuestro y asesinato». La Corte ordenó a México conducir una nueva investigación de los asesinatos, crear un monumento nacional en honor a las víctimas, pagar indemnizaciones a las familias de las víctimas, y mejorar las medidas de prevención e investigación adecuada de los asesinatos de mujeres.

### Casos de corrupción
Mario Escobedo Anaya y Sergio Dante Almaraz fueron dos abogados a cargo de la defensa de los dos choferes Víctor García Uribe y Gustavo González, acusados de asesinar y violar a ocho mujeres encontradas en noviembre de 2001 en un predio de Ciudad Juárez. Ambos abogados, junto al padre del primero (también abogado), declararon en 2002 en los medios de comunicación por la inocencia de sus clientes, apareciendo en el programa de televisión Downtown 20/20 de ABC News el 31 de enero de 2002, tras lo cual fueron amenazados de muerte.
La noche del 5 de febrero de 2002, Mario Escobedo salió de su casa para reunirse con la madre del llamado El Venado, un prófugo de la cárcel de Chihuahua, para negociar su fianza. El Venado había matado a un policía, y más tarde el servicio de Inteligencia de Estados Unidos y México dijeron que había sido enviado por el líder criminal Vicente Carrillo Fuentes para asesinar al Gobernador de Chihuahua Patricio Martínez. En el camino a la reunión, el abogado fue asesinado en su automóvil por un policía mediante un disparo en la cabeza.
Las declaraciones de la policía fueron contradictorias, diciendo primero que lo habían confundido con El Venado, y luego que habían reaccionado ante supuestos disparos por parte del abogado. Un testigo, no obstante, dijo que quien le había disparado fue el primer comandante Alejandro Castro Valles, quien le disparó a quemarropa. La juez no consideró la declaración del testigo, considerándola fuera de plazo, por lo que los policías fueron exonerados. Días después, el diario Norte corroboró mediante fotografías que los balazos aparecidos en los automóviles de la policía y que se habían utilizado como pruebas de su autodefensa habían aparecido después del asesinato.

## Activismo

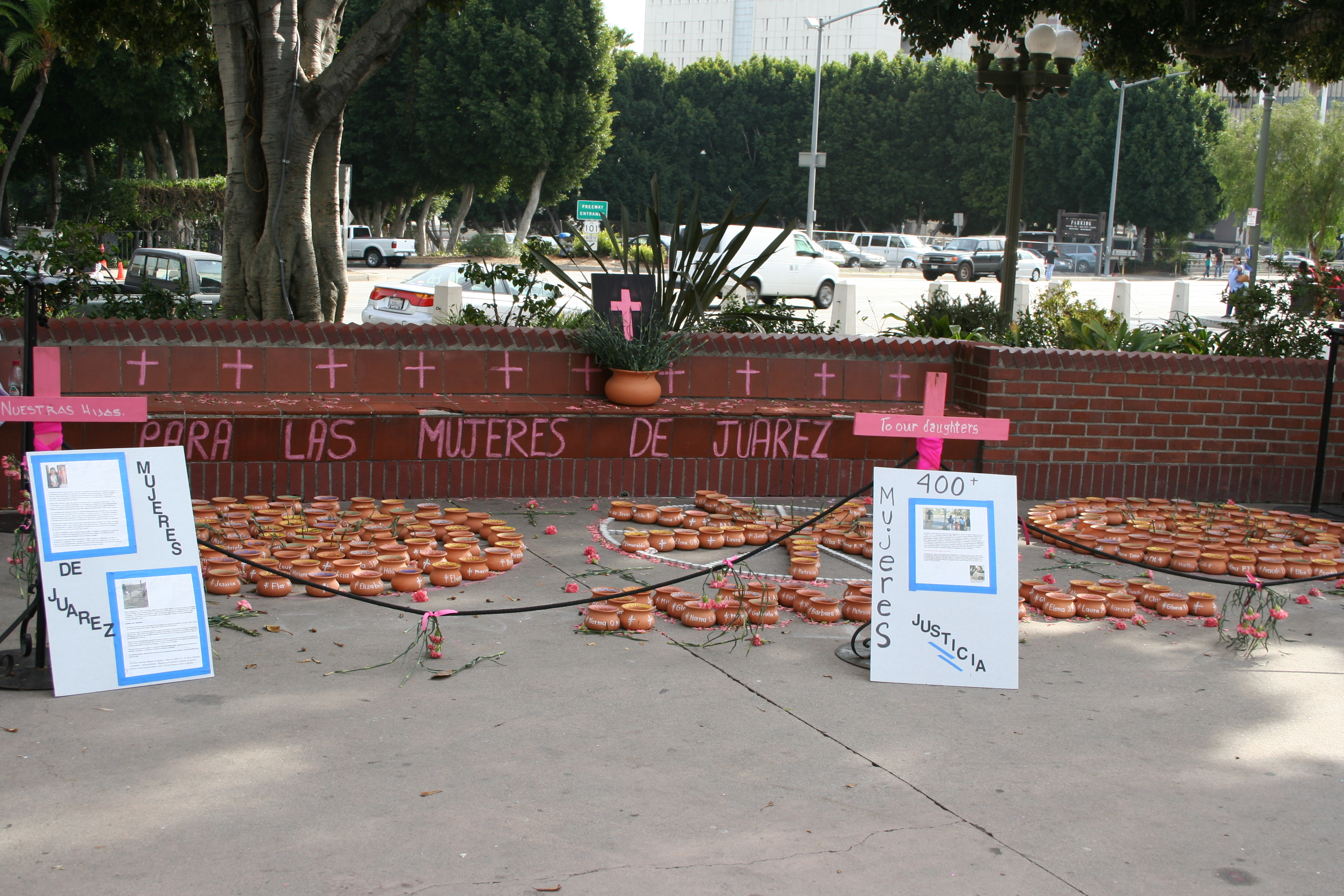
Cruces de color rosa en la calle Olvera en Los Ángeles, colocadas el Día de los Muertos en memoria de las mujeres asesinadas en Ciudad Juárez.

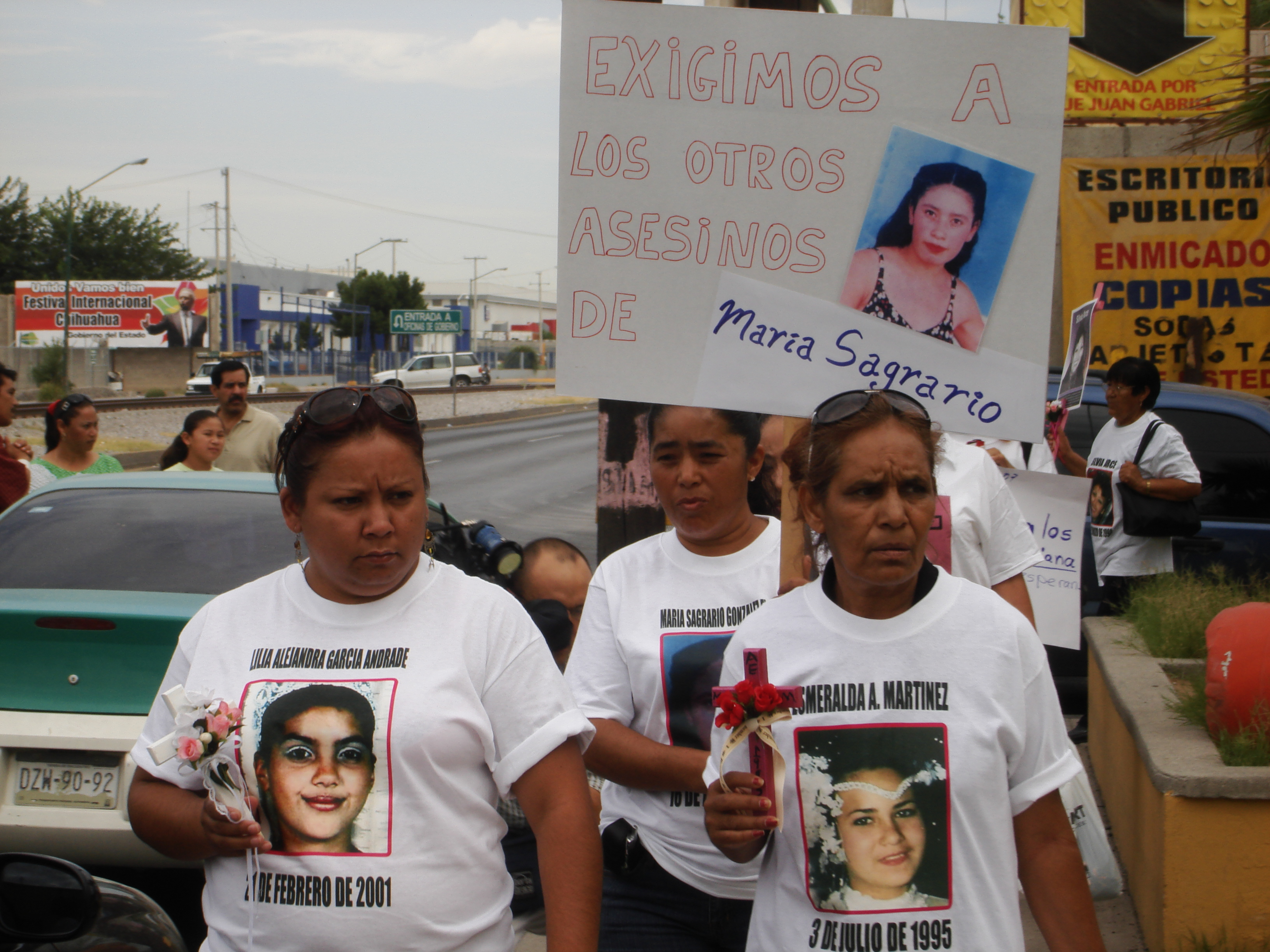
Manifestación de familiares de mujeres asesinadas.

Desde la década de 1990 se han creado diversas organizaciones no gubernamentales que brindan apoyo a las madres y familiares víctimas del feminicidio. En su mayoría están conformadas por mujeres, y algunas de ellas son Casa Amiga, Nuestras Hijas de Regreso a Casa, Justicia para nuestras hijas y Red Mesa de Mujeres de Ciudad Juárez.
Algunas de las participantes de estas organizaciones han tenido finales funestos, tales como el caso de Marisela Escobedo Ortiz, activista social asesinada de un disparo en la cabeza el 16 de diciembre de 2010 en medio de una manifestación mientras protestaba por el asesinato de su hija, ocurrido en 2008. Susana Chávez, por su parte, nacida en Ciudad Juárez, poetisa y defensora de los Derechos Humanos, fue encontrada asesinada y mutilada el 6 de enero de 2011 en la colonia Cuauhtémoc. Chávez fue quien acuñó la frase «Ni una muerta más», frecuentemente utilizada en las protestas. El 12 de enero de ese mismo mes, el juez Carlos Manuel Sala declaró que el homicidio de Chávez hubiese tenido que ver con su activismo.

## Símbolos
Existen muchos símbolos que representan los feminicidios en Ciudad Juárez, los cuales a través de los años han repercutido en el movimiento feminista. Algunos de los símbolos más representativos son los siguientes.

## Cruz Rosa
La Cruz Rosa o la Cruz Negra sobre fondo rosado, es un objeto que marca el lugar donde se vio por última vez con vida alguna mujer o niña desaparecida; fueron pintadas a partir de 1998 por la organización “Voces sin Eco” que fue la primera agrupación compuesta por familiares de las víctimas, que ante la falta de respuesta convincentes sobre el paradero de sus hijas su principal objetivo fue exigir a las autoridades justicia. Posiblemente el uso del color negro tiene una connotación luctuosa y el color rosa tradicionalmente se asocia con la femineidad. Algunas veces se escribe el nombre de las mujeres en las cruces. 

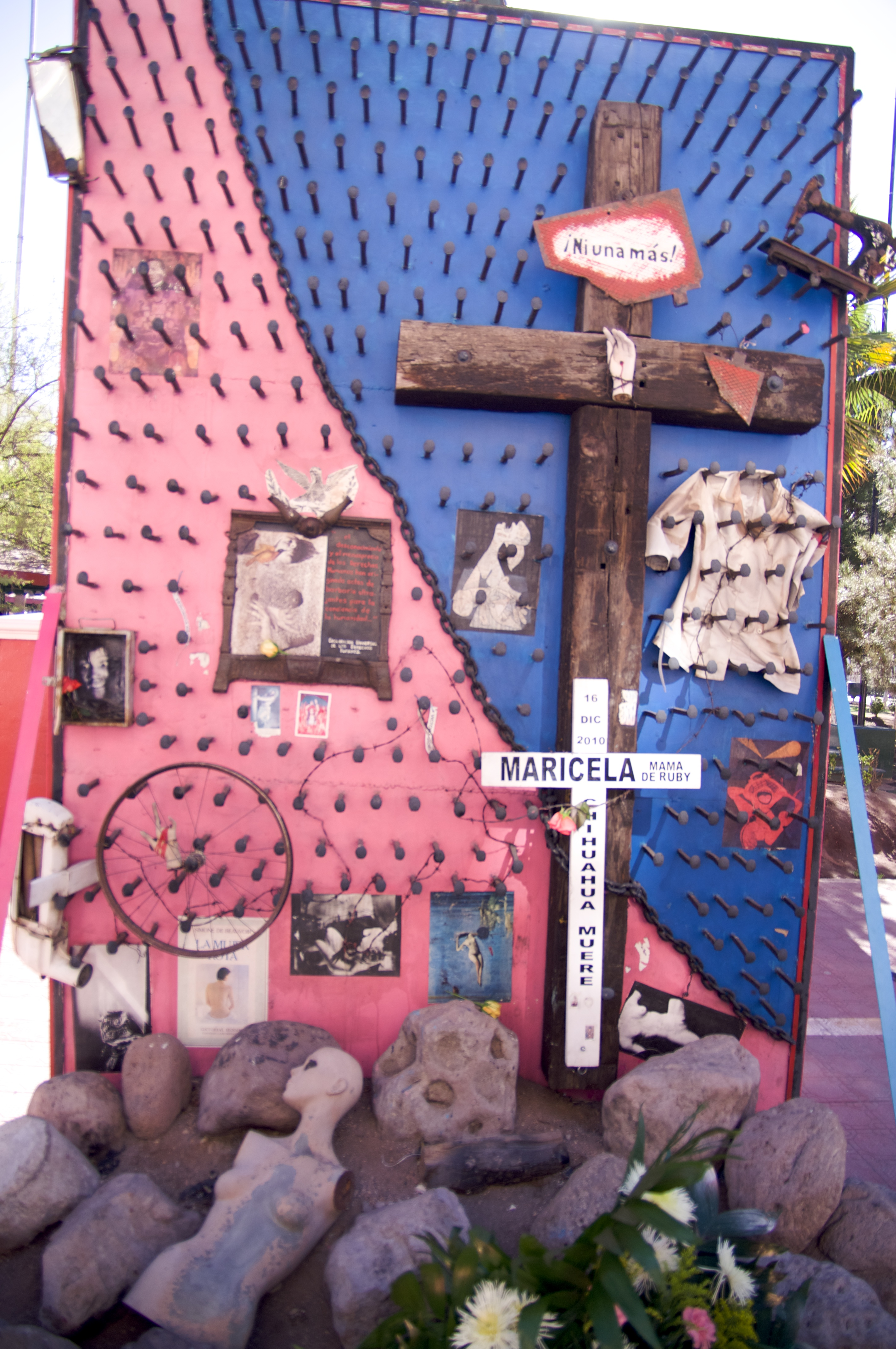
Memorial a las víctimas de feminicidio colocado en Chihuahua.

## Cruz de Clavos
Fue el primer monumento a las víctimas de feminicidio en México. La primera cruz se instaló en Chihuahua por el Grupo Feminista 8 de marzo a fines de 2001, sería removida por el gobierno estatal unos meses después. Posteriormente se instalaría una réplica en el Puente Internacional Santa Fe y una versión modificada erigida en la Plaza Hidalgo de Chihuahua justo frente a la puerta principal del Palacio de Gobierno del Estado. La Cruz contiene diversos significados, algunos de ellos son dos símbolos antagónicos: por un lado, el alambre de púas atestigua las prisiones y los campos de concentración: los crímenes de odio pasados y presentes: mujeres asesinadas por el hecho de serlo. Por el otro, nuestra carta de identidad ciudadana: La credencial de elector, promesa democrática que cierra un capítulo autoritario en México.

## Cultura popular

### Filmografía
Películas
- 2006 - Bordertown (La ciudad del silencio)
- 2006 - La Virgen de Juárez (con Minnie Driver)
- 2008 - Backyard: El traspatio

Documentales
- 2001 - Señorita extraviada (dirección Lourdes Portillo)
- 2002 - Juárez: Desierto de esperanza (dirección Cristina Michaus)[44][45]
- 2003 - Hecho en Juárez (dirección Arturo Chacón)
- 2006 - En el borde (dirección Steev Hise)
- 2006 - Una noche en Juárez (dirección Álex Flores y Lorena Vassolo)
- 2006 - Bajo Juárez, la ciudad devorando a sus hijas (dirección Alejandra Sánchez Orozco y José Antonio Cordero)
- 2006 - Juárez: la ciudad donde las mujeres son desechables
- 2007 - XPress (dirección Mauro García Dahmer, segmento conducido por Ilana Sod)
- 2008 - Silencio en Juárez (Discovery Channel)
- 2020 - Las tres muertes de Marisela Escobedo (Netflix y Vice, dirigido por Carlos Pérez Osorio)
- 2021 - Flores del desierto: Historias de La Nota Roja (Dirigido por Estefanía Bonilla Hernández y Craig Whitney)

Series
- 1985-2007 - Mujer, casos de la vida real (Televisa).
- 2004 - Tan infinito como el desierto (TV Azteca).
- 2013 - The Bridge (FX).
- 2019 - La rosa de Guadalupe (Televisa).
- 2021 - Narcos: México (Netflix).

Vídeos musicales y cortometrajes
- 2001 - Invalid Litter Dept. (música At The Drive-In, dirección Michael Carone)
- 2005 - Madres de Juárez luchan por justicia (producción Zulma Aguiar)
- 2016 - Fresas en Bagdad (dirección Omar Jerez, Julia Martínez)

Podcasts
- 2020 - La Nota Roja (Producido por Lydia Cacho, Jason Hoch, Estefanía Bonilla Hernández y Dirigido por Craig Whitney)

### Literatura
- 2002 - Huesos en el desierto, libro de no ficción de Sergio González Rodríguez.
- 2004 - 2666, novela de Roberto Bolaño que gira en torno a los feminicidios en una ciudad ficticia (Santa Teresa) que alude a Ciudad Juárez.
- 2006 - Cosecha de Mujeres, libro de Diana Washington Valdez
- 2007 - Las hijas de Juárez, libro de Teresa Rodríguez
- 2008-  La ciudad de las muertas. La tragedia de Ciudad Juárez, libro de Marcos Fernández y Jean Christophe Rampal.
- 2018 - Basura, novela de Sylvia Aguilar Zéleny que narra la vida de tres mujeres en Ciudad Juárez en el contexto de la violencia feminicida.

### Música
- 1999 - «Juárez», canción del disco To Venus and Back de Tori Amos.

- 2004 -  Sueños Rotos , canción del disco "Los Demo Tapes 2000 - 2004", de Bocafloja
- 2004 - "Las Mujeres de Juárez", canción del disco "Pacto de Sangre", de Los Tigres del Norte.
- 2004 - "1993...", canción del disco "Tres Veces Tres", de Panteón Rococó.
- 2008 - "Girasoles en el Desierto", canción del disco "Pequeñas muertes", de Leonel Soto.
- 2010 - «Juárez peligroso», canción del disco "El folk es el hogar", de José Riaza
- 2016 - “Día 730”, canción del disco “Highway”, de Intocable

### Teatro
- Los cuerpos Perdidos, de José Manuel Mora
- Mujeres de Ciudad Juárez, de Cristina Michaus[46][47][48][49][50][51][52][53]
- Hotel Juárez, de Víctor Hugo Rascón Banda[54]
- Mujeres de Arena, de Humberto Robles
- Lomas de Poleo de Pilo Galindo